# Tilo Gundlack

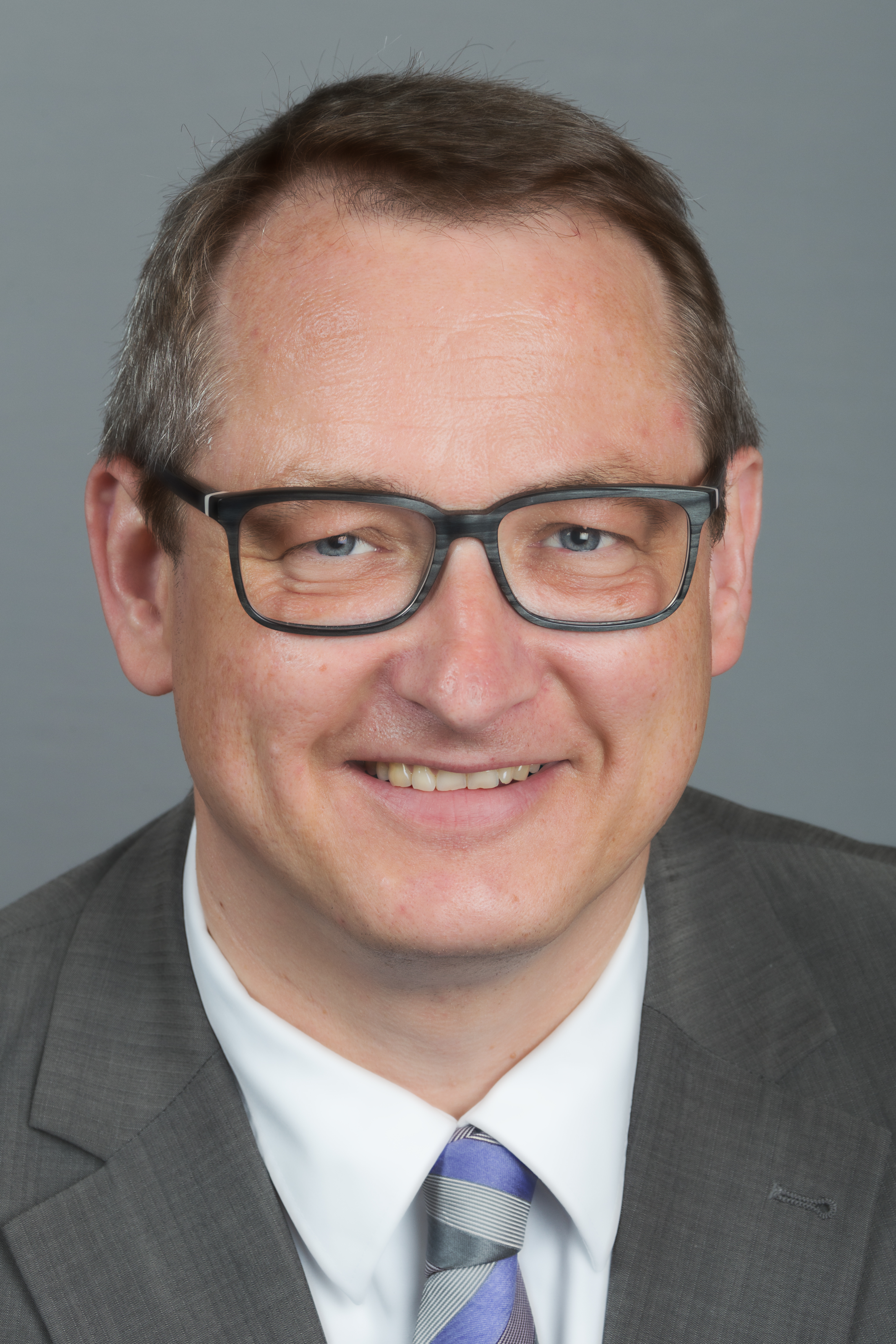
Tilo Gundlack, 2017

Tilo Gundlack (* 19. August 1968 in Wismar) ist ein deutscher Politiker. Er vertritt den Wahlkreis Wismar seit dem 4. September 2011 als gewählter Abgeordneter (SPD) im Landtag von Mecklenburg-Vorpommern.

## Biografie
Tilo Gundlack absolvierte nach dem Schulbesuch in Wismar bis 1985 eine Ausbildung zum Koch bis 1987 bei der Deutschen Seereederei Rostock (DSR) und war anschließend als Schiffskoch tätig. Von 1989 bis 1990 versah er seinen Grundwehrdienst bei der NVA der DDR und arbeitete bis 1992 in seinem Beruf als Koch in einem Hotel. Er besuchte ab 1992 den Vorbereitungsdienst für die mittlere Verwaltungslaufbahn in Wismar und an der Fachschule Güstrow. Seit 1994 arbeitet er in der Stadtverwaltung der Hansestadt Wismar im Amt für Steuerangelegenheiten als Stadtverwaltungshauptsekretär und ist verbeamtet. Er war Mitglied des Personalrates in der Stadtverwaltung der Hansestadt Wismar.
Tilo Gundlack ist seit 2005 mit Ricarda Gundlack verheiratet und sie haben ein gemeinsames Kind.
Tilo Gundlack engagiert sich in mehreren Vereinen und Verbänden der Hansestadt Wismar, so als Kreisgeschäftsführer des Volksbundes Deutsche Kriegsgräberfürsorge, im Aufbauverein St. Georgen, bei der Arbeiterwohlfahrt Wismar, in der Dienstleistungsgewerkschaft Ver.di im Bezirksvorstand Schwerin und im Ortsverein Wismar und in der Sozialdemokratischen Gemeinschaft für Kommunalpolitik. Er ist Mitglied des Kundenbeirates der Stadtwerke Wismar.

## Politik
Seit 1992 gehört Tilo Gundlack der SPD an. Er war Vorsitzender der Jusos in MV, Ortsvereinsvorsitzender seiner Partei in Wismar Süd/Ost und seit 2007 stellvertretender Kreisvorsitzender der SPD in der Hansestadt Wismar. Am 12. April 2012 wurde er für den neuen SPD-Kreisverband Nordwestmecklenburg zum stellvertretenden Kreisvorsitzenden gewählt. Seit 2011 ist er Mitglied im Landesvorstand der SPD in Mecklenburg-Vorpommern.
Am 4. September 2011 wurde er in den neuen Kreistag Nordwestmecklenburg nach der Kreisgebietsreform gewählt und ist seitdem Aufsichtsratsvorsitzender der Wirtschaftsförderungsgesellschaft Nordwestmecklenburg.
Tilo Gundlack kandidierte für die SPD zur Landtagswahl 2011 in Mecklenburg-Vorpommern und konnte das Direktmandat im Wahlkreis 10 (Landtagswahlkreis Wismar) am 4. September 2011 mit 44,3 Prozent der abgegebenen Stimmen erringen.
Als Mitglied der SPD-Landtagsfraktion ist er deren Haushalts- und finanzpolitischer Sprecher und Obmann in der SPD-Fraktion. Er ist Vorsitzender des Finanzausschusses, Mitglied im Bildungsausschuss, stellvertretendes Mitglied im Energieausschuss, dem Sozialausschuss, im Innenausschuss und Schriftführer des Landtagspräsidiums  im Landtag von Mecklenburg-Vorpommern.